# Christoffer Ridder

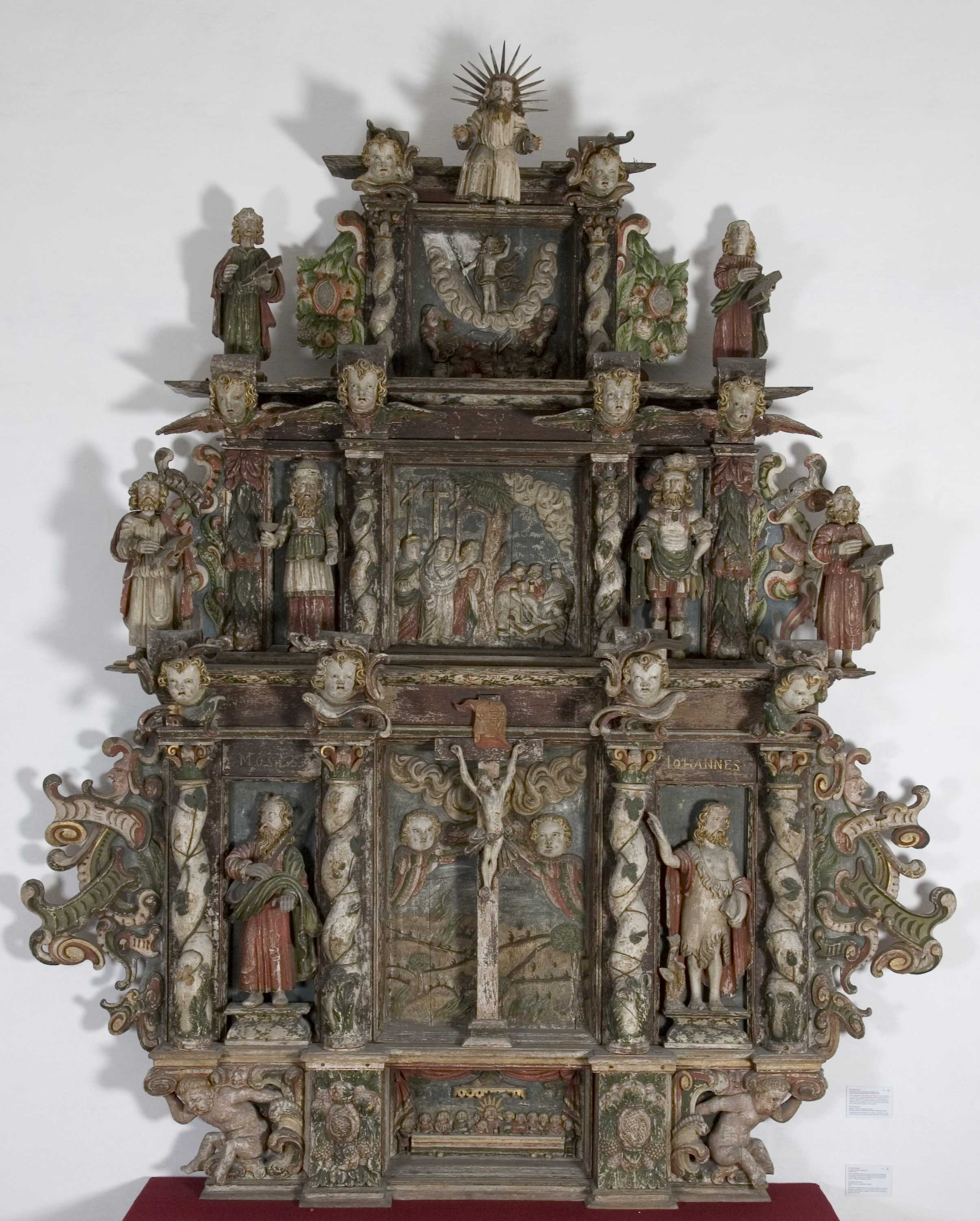
Altartavla från Brevik kirke i Telemark.

Christoffer (Christopher) Ridder (Ritter), död 1695 i Kristiania (nuvarande Oslo), var en norsk bildhuggare. 
Ridder var troligen av tysk eller holländsk börd och har utfört ett stort antal inventarier till kyrkor i Kristiania och på den norska landsbygden. Han fick burskap som bildhuggare i Kristiania 1665 och var fram till sin död en av de ledande bildhuggarna i Norge. Han var under en period verksam i Stockholm, där han utförde portaler och en spisomfattning till Lennart Torstensons hus i Göteborg (nuvarande landshövdingsresidenset). Dessa föremål transporterades sjövägen till Göteborg 1649.